# Saint-André-d’Olérargues
Saint-André-d’Olérargues – miejscowość i gmina we Francji, w regionie Oksytania, w departamencie Gard.
Według danych na rok 1990 gminę zamieszkiwało 268 osób, a gęstość zaludnienia wynosiła 27 osób/km² (wśród 1545 gmin Langwedocji-Roussillon Saint-André-d’Olérargues plasuje się na 651. miejscu pod względem liczby ludności, natomiast pod względem powierzchni na miejscu 760.).